# トニー・ローチ
トニー・ローチ（Tony Roche, 1945年5月17日 - ）は、オーストラリア・ニューサウスウェールズ州出身の男子プロテニス選手。1966年の全仏選手権で優勝し、オーストラリア・テニス界の黄金時代を築いた名選手のひとりである。左利き。彼のテニスは、独特な癖のある左腕からのサービスと、華麗なボレーに特徴があった。フルネームは Anthony Dalton Roche （アントニー・ドールトン・ローチ）という。

## 来歴
トニー・ローチはテニス経歴の初期に、1965年-1967年の3年連続で全仏選手権の男子シングルス決勝に進出した。最初の1965年は、決勝で同じオーストラリアのフレッド・ストールに敗れている。2年目の1966年に、ローチは全仏決勝でハンガリーのイシュトヴァン・グヤーシュを 6-1, 6-4, 7-5 のストレートで破り、4大大会に初優勝を飾った。しかし、1967年の全仏決勝では同じオーストラリアのロイ・エマーソンに 1-6, 4-6, 6-2, 2-6 で敗れ、大会2連覇を逃した。
1968年にテニス界は「オープン化」という措置を取り、プロテニス選手の4大大会出場を解禁した。ローチはこの措置が実施された後、プロテニス選手になる。先にプロ選手に転向していたため、4大大会から遠ざかっていた選手たちも戻ってくる。1968年のウィンブルドンは初めて「オープン化」制度のもとで開かれ、賞金制度が導入された。ローチはこの記念すべき大会で決勝に進出したものの、同じオーストラリアの先輩選手ロッド・レーバーに 3-6, 4-6, 2-6 のストレートで敗れ、ウィンブルドン優勝のチャンスを逃した。その後、全米オープンで1969年・1970年と2年連続準優勝に終わっている。1969年全米オープンはロッド・レーバーの2度目の「年間グランドスラム」達成を見守る立場になり、1970年の決勝では同じくオーストラリアのケン・ローズウォールに敗れた。ローチは4大大会シングルス決勝に6度の進出で「1勝5敗」に終わったが、5度の準優勝はすべてオーストラリアの同国人選手が相手であったことから、当時のオーストラリア・テニス界が空前絶後の選手層の厚さを誇っていたことがうかがえる。ローチ自身は慢性的な肩と肘の故障に悩まされ、これがその後のテニス成績に大きく響いた。
ローチはダブルス選手としても優れ、同じオーストラリアのジョン・ニューカムとのペアで天下無敵の強さを発揮した。ローチは4大大会の男子ダブルスでは総計「13勝」を挙げたが、パートナーは彼の最後の4大大会ダブルス優勝となった1977年1月の全豪オープンを除き、すべてニューカムと組んだ。（ローチ＆ニューカム組の4大大会ダブルス優勝：全豪4勝、全仏2勝、ウィンブルドン5勝、全米1勝＝総計12勝）男子テニスの歴史を通じて、同一ペアですべての4大大会男子ダブルス・タイトルを獲得した組は6組だけであるが、ローチ＆ニューカム組はその1つに数えられる。1977年の全豪オープンは、年頭の1月開催と年末の12月開催の2度行われたが、ローチは年頭の1月開催の大会でアーサー・アッシュとペアを組んだ。これがローチの男子ダブルスで唯一の例外である。混合ダブルスでは、1966年全豪選手権と1976年ウィンブルドンで2勝を挙げた。
トニー・ローチは1986年、親友のジョン・ニューカムと一緒に国際テニス殿堂入りを果たした。現役引退後はイワン・レンドル、ロジャー・フェデラー、レイトン・ヒューイットなど、著名なトッププロ選手たちのコーチに携わった。

## 4大大会優勝
- 全豪オープン　男子ダブルス：5勝（1965年、1967年、1971年、1976年、1977年・1月）／混合ダブルス：1勝（1966年）
- 全仏オープン　男子シングルス：1勝（1966年）／男子ダブルス：2勝（1967年、1969年）

［1966年当時は、まだオープン化前の「全仏選手権」であった。男子シングルス準優勝2度：1965年、1967年］
- ウィンブルドン選手権　男子ダブルス：5勝（1965年、1968年-1970年、1974年）／混合ダブルス：1勝（1976年）　［男子シングルス準優勝1度：1968年］
- 全米オープン　男子ダブルス：1勝（1967年）　［男子シングルス準優勝2度：1969年＆1970年］

### 男子ダブルスの4冠達成ペア
- フランク・セッジマン＆ケン・マグレガー　（ともにオーストラリア、1951年に唯一の「年間グランドスラム」）
- ケン・ローズウォール＆ルー・ホード　（ともにオーストラリア、1953年 → 1956年）
- ロイ・エマーソン＆ニール・フレーザー　（ともにオーストラリア、1959年 → 1962年）
- ジョン・ニューカム＆トニー・ローチ　（ともにオーストラリア、1965年 → 1967年）
- マーク・ウッドフォード＆トッド・ウッドブリッジ　（ともにオーストラリア、1992年 → 2000年）
- ヤッコ・エルティン＆ポール・ハーフース　（ともにオランダ、1994年 → 1998年）
- ボブ・ブライアン＆マイク・ブライアン　（ともにアメリカ、2003年 → 2006年）